# アルコ&ピース
アルコ&ピース（アルコアンドピース）は、太田プロダクションに所属する平子祐希と酒井健太からなる日本のお笑いコンビ。2006年4月結成、略称はアルピー。 2010年6月まではSMA NEET Projectに所属していた。

## メンバー
平子 祐希（ひらこ ゆうき、1978年〈昭和53年〉12月4日 - ）（46歳）
ボケ（ネタによってはツッコミ）・ネタ作り担当、立ち位置は向かって左。
福島県いわき市出身。身長182 cm、体重78 kg。血液型A型。
酒井 健太（さかい けんた、1983年〈昭和58年〉10月29日 - ）（41歳）
ツッコミ（ネタによってはボケ）担当、立ち位置は向かって右。
神奈川県川崎市出身。身長170 cm、体重68kg。血液型B型。

## 来歴
- 2人はそれぞれ結成していたお笑いコンビ（酒井はトリオ）で東京のインディーズお笑いでは実力を知られた存在だったが、解散後はピン芸人として活動していた。そんな中、後輩だった酒井が平子に声をかけて現在のコンビを結成。結成時について、酒井は「（平子の）前のコンビも見ていて、センスの塊だと思っていた」と語っており、一方で平子も「酒井がピン芸人で調子がよかったから、一緒に組みたいけれど言いづらい状況だった」「学生の時の片思いみたいな感じだった。（誘われて）僕はそれをおくびにも出さないで『いいよ』って言った」と語っている。
- コンビ名は酒井と平子のそれぞれの頭漢字である「酒」と「平」に由来している。「酒井」→「酒」→「アルコール（alcohol）」、これを縮めて『アルコ』。「平子」→「平」→「平和」→『ピース（peace）』。これらを合わせて、『アルコ&ピース』となった[4]。このコンビ名を考えたのは平子で、最終候補には『アルコ&ピース』の他に『石頭カチン・コチン』と『涙ふいた・かれた』があった。決断を下したのは酒井で、「他がひどかったから」と語っている[5]。
- 2010年に初単独ライブ『平日の相関図』を開催。5月に東京公演、9月には大阪公演と2か所で開催した。
- 2012年『THE MANZAI』決勝大会にて審査員全員からの票を獲得、笑い飯を下して最終決戦へ進出し準優勝したのをきっかけに知名度を上げる。
- 芸歴10年前後の吹きだまり芸人を集めたユニット“FKD48”のメンバーである。2013年に行われた第2回総選挙では29人中平子は2位、酒井は13位であった[6]。なお平子がナルシスト担当→ダンディ担当（高倉陵（三拍子）に次ぐ二代目）で担当カラーは金色、酒井がスポーツ担当→癒し担当で担当カラーはオレンジ色。また酒井は1983年生まれでメンバー最年少であるほか、2016年1月の5周年ライブで2代目リーダーに就任した。
- 2013年度には準レギュラーとして『森田一義アワー 笑っていいとも!』（フジテレビ）水曜日にパンサー、ウエストランドと週替りで出演[7]。『いいとも』最後のレギュラーとなる。2014年3月31日の「グランドフィナーレ」にも出演した。
- 同じく2013年度より『オールナイトニッポン』（ニッポン放送）のパーソナリティを3年間務めた。2014年度に木曜2部から金曜1部へ「昇格」、2015年度は再び木曜2部に「降格」という異色の経歴を辿った。2016年3月の最終回には午前5時にも関わらず数百人の出待ちが集まった。
- 『新春しゃべくり007!2014』（日本テレビ）の「しゃべくり寄席」でMVPに選ばれマツダ・アクセラを獲得した[8]。しかし、獲得当時は2人とも運転免許証を持っていなかった[9]（後に平子も酒井も取得）。
- 2016年9月21日に新潮社から佐藤多佳子による小説作品『明るい夜に出かけて』が刊行される。同作品は、2013年4月から2016年3月まで放送されていたラジオ番組『アルコ&ピースのオールナイトニッポン』（ニッポン放送）シリーズを重要な題材とした青春小説[10] で、同年度の第30回山本周五郎賞を受賞した。著者の佐藤自身も同番組のヘビーリスナーであり、第30回山本周五郎賞の受賞記念パーティには、アルコ&ピースの2人や番組スタッフが祝福に駆けつけた[11]。
- 2016年秋よりTBSラジオにおいて新番組『アルコ&ピース D.C.GARAGE』が放送開始[12]。『オールナイトニッポン0』終了以来、半年ぶりの冠レギュラーラジオ番組となる。ニッポン放送からTBSラジオに移動したケースとしては爆笑問題や伊集院光、山里亮太（南海キャンディース）などと同様である。
- 2016年12月12日に行われた太田プロの事務所ライブ『月笑2016クライマックスシリーズ』にて、タイムマシーン3号との決勝戦での争いの末、初優勝を果たす[13]。また『au スマートパス』によるネット投票でも一位となり、二冠を達成した。
- 2017年9月、『東京ゲームショウ2017』のオフィシャルサポーターに就任[14]。
- 2020年、公式YouTubeチャンネル『アルピーチャンネル』を開設し、9月18日18時より配信。コンビとしてYouTuber活動を開始[15]。
- 2020年10月3日よりテレビ東京にてMCを務めるバラエティ番組『勇者ああああ〜ゲーム知識ゼロでもなんとなく見られるゲーム番組〜』が毎週土曜22:30 - 23:00に昇格。2人にとっては、プライムタイムのレギュラー番組のMCを務めるのは初となった[16]が、半年後の2021年3月末に番組自体の終了が発表され、同年3月27日のオンエア分を以って終了した[17]。

## 賞レースでの戦歴

### キングオブコント
| 年度   | 結果         | 会場             | 日時       |
| ------ | ------------ | ---------------- | ---------- |
| 2008年 | 1回戦敗退    | TEPCOホール      | 2008/07/20 |
| 2009年 | 準決勝進出   | 赤坂BLITZ        | 2009/08/31 |
| 2010年 | 2回戦進出    | TEPCOホール      | 2010/08/05 |
| 2011年 | 準決勝進出   | 赤坂BLITZ        | 2011/08/26 |
| 2012年 | 準決勝進出   | 赤坂BLITZ        | 2012/08/30 |
| 2013年 | 決勝7位      | TBSテレビ        | 2013/09/23 |
| 2014年 | 準決勝進出   | 赤坂BLITZ        | 2014/09/10 |
| 2015年 | 準決勝進出   | 赤坂BLITZ        | 2015/08/27 |
| 2016年 | 2回戦進出    | きゅりあんホール | 2016/08/12 |
| 2017年 | 準々決勝敗退 | きゅりあんホール | 2017/08/14 |
| 2018年 | 準々決勝敗退 | きゅりあんホール | 2018/08/13 |
| 2019年 | 不参加       | 不参加           | 不参加     |
| 2020年 | 不参加       | 不参加           | 不参加     |
| 2021年 | 準決勝進出   | 日経ホール       | 2021/09/02 |

### M-1グランプリ
| 年度   | 成績         | 会場                       | 日時       | 備考                     |
| ------ | ------------ | -------------------------- | ---------- | ------------------------ |
| 2009年 | 2回戦進出    | ラフォーレミュージアム原宿 | 2009/11/04 |                          |
| 2010年 | 3回戦進出    | よしもとプリンスシアター   | 2010/11/12 |                          |
| 2015年 | 準々決勝進出 | 浅草公会堂                 | 2015/11/03 |                          |
| 2016年 | 準決勝進出   | よみうりホール             | 2016/11/19 | 予選23位・敗者復活戦欠場 |
| 2017年 | 準々決勝進出 | 浅草公会堂                 | 2017/11/03 |                          |
| 2018年 | 3回戦進出    | 新宿FACE                   | 2018/10/18 |                          |
| 2019年 | 不参加       | 不参加                     | 不参加     | 不参加                   |
| 2020年 | 不参加       | 不参加                     | 不参加     | 不参加                   |
| 2021年 | 準決勝進出   | NEW PIER HALL              | 2021/12/02 | 敗者復活戦11位           |

### その他
- THE MANZAI2011 認定漫才師（本戦サーキット10位で決勝に進出、Aグループ3位で敗退）
- THE MANZAI2012 認定漫才師（本戦サーキット7位で決勝に進出し、Ⅽグループで審査員全員の票を獲得して最終決戦に進出、最終決戦では千鳥と同票の1票を獲得し、準優勝となる）
- 平成25年度NHK新人演芸大賞演芸部門本選出場
- THE MANZAI2013 認定漫才師
- THE MANZAI2014 2回戦進出
- 太田プロライブ『月笑』2016年度王者

## 芸風
- コントと漫才についてはどちらも半分くらいの割合でネタ作りがなされ、メンバーは「こだわりはない」と語っている。ネタ作り担当の平子曰く「大枠で『お笑い』と思っているので、どっちが好きというのもない。こだわりがあると偏りが出ちゃう」と語っており、「僕らはマルチスタイルと呼んでいる。コントだと演技力が要求されるし、映画だったりお芝居だったりお仕事が発生して、つながりやすくなればいい」という考えも明かしている[25]。
- 漫才でも音響と照明を使うことがある。“センターマイクのあるコント”と評されることもある[26]。
- 代表的なネタは、酒井の「〜になりたいからやってみよう」などのコント漫才のお約束といえるネタ振りに平子が真剣に苦言を呈し続けるというメタ漫才的なネタ（「忍者」「パイロット」など）や、二者の立場を逆転させるネタ（「逆万引きGメン」、「逆架空請求」、「逆面接」、「逆説教」、「逆取調べ」、「逆自殺説得」など）[27]、ラテン系の架空の言語でしゃべくり漫才をするコント「フェルナンデス兄弟」シリーズがある[28]。その他にも「どんな注文でも受け付ける寿司屋」「ナレーションのレコーディング」「ブティック風魚屋」「ファストフード風不動産屋」「ボウリングのスコア買取」「体育館のバレーボール除去」などがある[27]。
- 近年では「女性をモデルにした怪談・都市伝説（「口裂け女」「貞子」「トイレの花子さん」等）を演じる酒井を口説き落とす平子」という内容の漫才が主流。
- 『THE MANZAI 2012』決勝で披露された「忍者」ネタは、審査員全員の票を集めるなど高評価を得た。元々このスタイルの漫才で最初に作られたのは、その後に最終決戦で披露する「パイロット」であった。平子によると「漫才に出てきそうで連呼すると笑える言葉が他にない。一個のジャンルに匹敵するようなネタ。あれで打ち止めかな」と語っている[29]。
- トーク系企画ではその演技力を活かした立ち振舞いを見せる。2016年5月28日に平子が出演した『めちゃ2タメしてるッ!』（ゼロテレビ）で配信された企画『説教王』では、クールなインテリ風キャラや福島弁の熱血漢キャラを使いこなし優勝を果たした[30]。また、ラジオ番組の評価が高く、「令和のラジオスター」と呼ばれることもある[31][32][33]。
- 一方、平子の「悪いクセ」であるうんちくや知ったかぶり、長いボケが炸裂した結果、『アメトーーク!』ではプロデューサーに説教を受け4年間出入り禁止、『タモリ倶楽部』ではタモリから「お前、サシで説教してやろうか」と言われた場面が放送されるなど、重要人物の不興を買うこともある[34]。

## 出演
※個人の出演については各個人記事を参照。

### テレビ番組

#### バラエティ
レギュラー番組
- しくじり学園お笑い研究部（2019年4月2日 - 、AbemaTV〈テレビ朝日でも不定期で放送〉）- 顧問
- ええじゃない課biz（2021年4月5日 - 、TOKYO MX）
- アルピーの福島あるある認定委員会（2022年4月30日 - 、福島テレビ）- MC
- ラヴィット!（2023年10月11日 - 、TBSテレビ） - 水曜隔週レギュラー
- DAN!DAN!EBiDAN（2024年7月4日 - 、テレビ東京）- MC

準レギュラー番組
- ネタパレ（2017年 - 、フジテレビ）

過去のレギュラー番組
- チェンジ（2012年4月6日 - 2012年9月28日、テレビ愛知）- テレビ番組初レギュラー
- 森田一義アワー 笑っていいとも!（2013年4月3日 - 2014年3月31日、フジテレビ）- 水曜隔週レギュラー
- 有吉ベース（2016年 - 2024年、フジテレビONE）- 準レギュラー
- 勇者ああああ〜ゲーム知識ゼロでもなんとなく見られるゲーム番組〜（2017年4月6日 - 2021年3月27日、テレビ東京）- MC
- ABChanZoo（2017年 - 2023年、テレビ東京）- 教師役（平子）、生徒役（酒井）
- アイドル観察バラエティ fishbowlのデビューしちゃってもいいですか?（2021年1月16日 - 2021年6月26日、テレビ静岡）- MC
- 元カレの元カノの元カレの元カノ（2021年10月8日 - 11月11日、テレビ東京）
- ポップUP!（2022年4月7日 - 12月22日、フジテレビ） - 木曜日レギュラー（当初は平子のみで酒井は10月6日から正式加入）
- アルピーテイル（2022年4月7日 - 2023年3月29日、テレビ朝日）
- アルコ&ピースのほんの気持ちですが!（2022年4月2日 - 2024年3月30日、テレビ神奈川）
- アルコ&ピースのメガホン二郎（2022年7月17日 - 2023年4月2日、テレビ東京）- MC
- クイズ!丸をつけるだけ（2022年度・パイロット版×2、2023年度・月1回レギュラー NHK総合） - 平子:司会、酒井:ナレーター

特別番組（MCもしくはメインキャスト）
- オールスター後夜祭（2018年4月1日、10月7日、2019年4月6日、2021年3月28日、10月9日、2022年3月27日、TBS）- 第五回開催分まではコンビで出演。第六回以降は酒井のみ。平子は第五回で最下位になり、以降永久追放
- フィロソフィーのダンスが○○（2021年1月21日・2月18日・3月18日、ダンスチャンネル byエンタメ～テレ）- MC
- セクシー女優カラオケグランプリ  〜キラキラした思い出を添えて〜（2021年3月31日、BSスカパー）- MC
- 岡田結実・アルコ&ピースのととのうジャーニー!in宮城（2022年2月26日、ミヤギテレビ）
- アンミカ&アルピーの飲んでるから言いますけど…（2022年3月19日、中京テレビ）
- アルコ&ピースの六本木で恐竜を科学する（8月19日、TOKYO MX）司会：酒井
- ヨソの番組乗っかりクイズ 寄生番組パラサイト（2024年7月15日・22日、10月18日・25日、12月16日・23日、テレビ東京）- MC

#### ドラマ
- アオイホノオ 第5話（2014年8月16日、テレビ東京）- ボクサーとセコンド 役
- 妻、小学生になる。 第7話・第8話（2022年3月4日・11日、TBSテレビ） - 参拝客（酒井、第7話）、サイン会の客（平子、第8話）
- お笑いインスパイアドラマ ラフな生活のススメ（2023年7月4日 - 9月19日、NHK総合）[49]
- 40までにしたい10のこと（2025年7月5日〈予定〉 - 、テレビ東京） - 黒木啓介 役（平子）[50]

### ラジオ番組
レギュラー番組
- アルコ&ピース D.C.GARAGE（2016年9月27日 - 、TBSラジオ）
- アルコ＆ピースの#文化人が1番やばい 〜Produced by しくじり先生〜（2025年8月13日 - 、Podcast、Spotify）

準レギュラー番組
- 有吉弘行のSUNDAY NIGHT DREAMER（2011年 - 、JFN）- アシスタント

過去のレギュラー番組
- アルコ＆ピースのオールナイトニッポン0（ZERO）(一期)（2013年4月4日 - 2014年3月27日、ニッポン放送）
- アルコ＆ピースのオールナイトニッポン（2014年4月4日 - 2015年3月27日、ニッポン放送）
- アルコ＆ピースのオールナイトニッポン0（ZERO）(二期)（2015年4月2日 - 2016年3月24日、ニッポン放送）
- 沈黙の金曜日（2013年4月5日 - 2025年3月28日、FM-FUJI）
- アルコ＆ピースのしくじり学園放送室P（2024年2月20日 - 2025年8月5日、Podcast、Spotify）

その他の出演番組（MCもしくはメインキャスト）
- アルコ＆ピースのオールナイトニッポン0（ZERO）(単発)（2012年8月31日、ニッポン放送）
- アルコ＆ピースのオールナイトニッポンR（2012年12月1日、2013年1月5日 ニッポン放送）
- アルコ＆ピースのラジカントロプス2.0（2014年1月27日、ラジオ日本）
- SBSマイホームセンタープレゼンツ アルピーのハッピー家づくり（2016年7月17日、SBSラジオ）
- アルコ&ピース うしろシティ ハライチ 年越し特番〜ラジオでニッポンを元気に！（2017年12月31日 - 2018年1月1日、TBSラジオ）
- Sports Bull presents 怪物アスリートのザ・セツ（2018年3月23日、TBSラジオ）
- 在名民放ラジオ5局共同企画 ラジオ de ゲーム『ラジゲー』（2019年3月24日、CBCラジオ、東海ラジオ、＠FM、ZIP-FM、Radio NEO）
- 伊集院光とらじおと（2021年9月15日、TBSラジオ）- 夏休み中の伊集院光のピンチヒッターとしてメインパーソナリティーを担当

### ネット配信
レギュラー番組
- しくじり学園放送室（2022年4月8日 - 、Youtube「しくじり先生 俺みたいになるな!!【公式】」）- MC

過去のレギュラー番組
- 篠崎愛の初体験ラボ アブナイ生検証バラエティー（2016年4月13日 - 2018年3月28日、AbemaTV）- 平子：所長、酒井：助手
- 男子高生ミスターコンTV（2016年10月22日 - 2016年12月25日、AbemaTV）
- 妄想マンデー（2017年4月3日 - 2018年6月25日、2021年4月26日 - 5月10日、AbemaTV）- 2代目MC

特別番組（MCもしくはメインキャスト）
- アルコとピースのボンジュール・ジャパニーズ愛ドール!（2013年9月15日、アメーバスタジオ）- MC
- BLOG ON AIR（2016年1月25日、2月16日、AbemaTV）- MC
- 太田プロ芸人リアルトークバラエティ「犬田チャンネル」（2016年2月23日 - 12月27日、AbemaFLESH!）- 不定期出演
- アルコ&ピースの生でやり逃げ大放送（仮）（2016年2月26日、3月28日、5月31日、SHOWROOM）
- SHIBUYA109presents 欅坂46ガールズトーク（2016年8月14日、LINE LIVE） - MC
- 真夏の濡れ濡れビンカン学校（2017年7月22日、24日、AbemaTV） - 平子：副校長、酒井：用務員
- お願い!ランキング（2017年8月8日、AbemaTV）- きゃっトンズの声
- 七夕プロジェクト2018 SPECIAL LIVE（2018年7月7日、LINE LIVE）- MC
- BANDWARS Finalステージ（2018年7月14日、LINE LIVE）- MC
- NCT 127 おしえてJAPAN! レッスン1（2019年6月9日 - 7月14日、dTV）- 平子：担任、酒井：副担任
- ヒプノシスマイク～Division Variety Battle～（2020年9月26日、AbemaTV）- MC
- キリン 一番搾り Presents アルコ&ピースの『妻、小学生になる。』に乾杯!（2022年1月26日 - 3月23日、TVer）
- ABEMA PPV ONLINE LIVE「廻しの天才」（2022年2月20日、ABEMA）- 酒井のみ

配信ドラマ
- 宇宙の仕事（2016年、Amazon Prime Video）- タルパス星人 役

### 映画
- 芸人交換日記〜イエローハーツの物語〜（2013年3月27日公開、ショウゲート）
- 薔薇色のブー子（2014年5月30日公開、東宝）- 警察官 役（平子）、やじ馬 役（酒井）
- 女子ーズ（2014年6月7日公開、キングレコード）- チンピラ兄貴 役（平子）、チンピラ 役（酒井）

### 舞台
- スマートモテリーマン講座（2013年1月 - 2月）
- UBUGOE 〜voice of comedy〜 vol.10（2016年3月30日）- 主演
- AGASA（2024年4月18日）[57]

### CM
- 『引っ越し侍』ラジオCM（エイチーム、2013年）
- 『ゼクシィ』テレビCM（リクルート、2013年 - 2014年）
- 『AbemaTVをソニーの4Kブラビアで検証!!』（AbemaTV・ソニー、2017年）
- AbemaTV × サンスター タイアップCM（2017年）
- 映画「不能犯」プレゼン動画（2018年）
- 『BULK HOMME』（2021年）- Webのみ
- 江崎グリコ「パピコ」（2024年4月26日 - ）- Webのみ

### ミュージックビデオ
- JABBA DA FOOTBALL CLUB「全力少年」（2021年）[58]
- ケツメイシ「小さな幸せ」（2021年）[59]

### その他
- カラオケまねきねこ ココプラ!（同グループの店内で配信される番組）（2021年4月 - ）

### 単独ライブ
- 平日の相関図（座・高円寺2、LIVE Cafe 道頓堀ZAZA HOUSE、2012年）
- アルコ&ピースのソロライブ（座・高円寺2、K-PRO主催イベント『クラウンヒットパレード2021』内での開催、2021年）

トークライブ
- 渋谷の穴（LOFT9 Shibuya、2016年8月9日）[60]

### イベント
- ニッポン放送 THE ラジオパーク in 日比谷 アルコ＆ピースのオールナイトニッポン公開イベント「アルピーEXPO 2014 in日比谷」（日比谷公園、2014年4月26日[61]）
- ニッポン放送 LIVE EXPO TOKYO “ALL LIVE NIPPON” （国立代々木競技場第一体育館、2015年1月24日、2016年1月30日）- vol.3、vol.4に出演
- 「進撃の巨塔」初上映会イベント（東京スカイツリー、2017年4月10日）
- テレビ東京「勇者ああああ〜ゲーム知識ゼロでもなんとなく見られるゲーム番組〜」公開収録「アルコ&ピースVS板橋ザンギエフ スーパーハンデマッチ」（ベルサール高田馬場、2017年6月10日）
- 映画『ボン・ボヤージュ〜家族旅行は大暴走〜』公開直前大暴走イベント（2017年7月20日[62]）
- テレビ東京「勇者ああああ」ブース出展＆公開収録「すごいゲーマーさん達とスーパーハンデマッチ」（東京ゲームショウ2017・幕張メッセ、2017年9月24日）
- FM FUJI 開局30周年記念ライブ GIRLS POWER LIVE（横浜アリーナ、2018年5月23日[63]）

### 東日本大震災復興支援関係
平子が福島県いわき市出身ということもあり、復興イベントに関わっている。
- 2011年4月12・13日JR新橋駅前（東京都港区）で開催された「うまいべ!いわきオール日本キャラバン」に、応援メッセージを寄せている。
- 2011年8月11日「南相馬市追悼復興事業」の芸能コーナーに出演[64]。
- 東北魂TV（BSフジ）にたびたびゲスト出演のほか、2013年4月13日「東北魂TV復興支援スペシャルLIVEin宮城」[65]
- 2016年3月26日「東北魂TV復興支援スペシャルLIVEin福島」に出演[66]。

## DVD
- 東京スケッチ（笑魂シリーズ、2011年4月27日、コンテンツリーグ）
- 博愛（2013年8月21日、コンテンツリーグ）